# Joseph Ngô Quang Kiệt

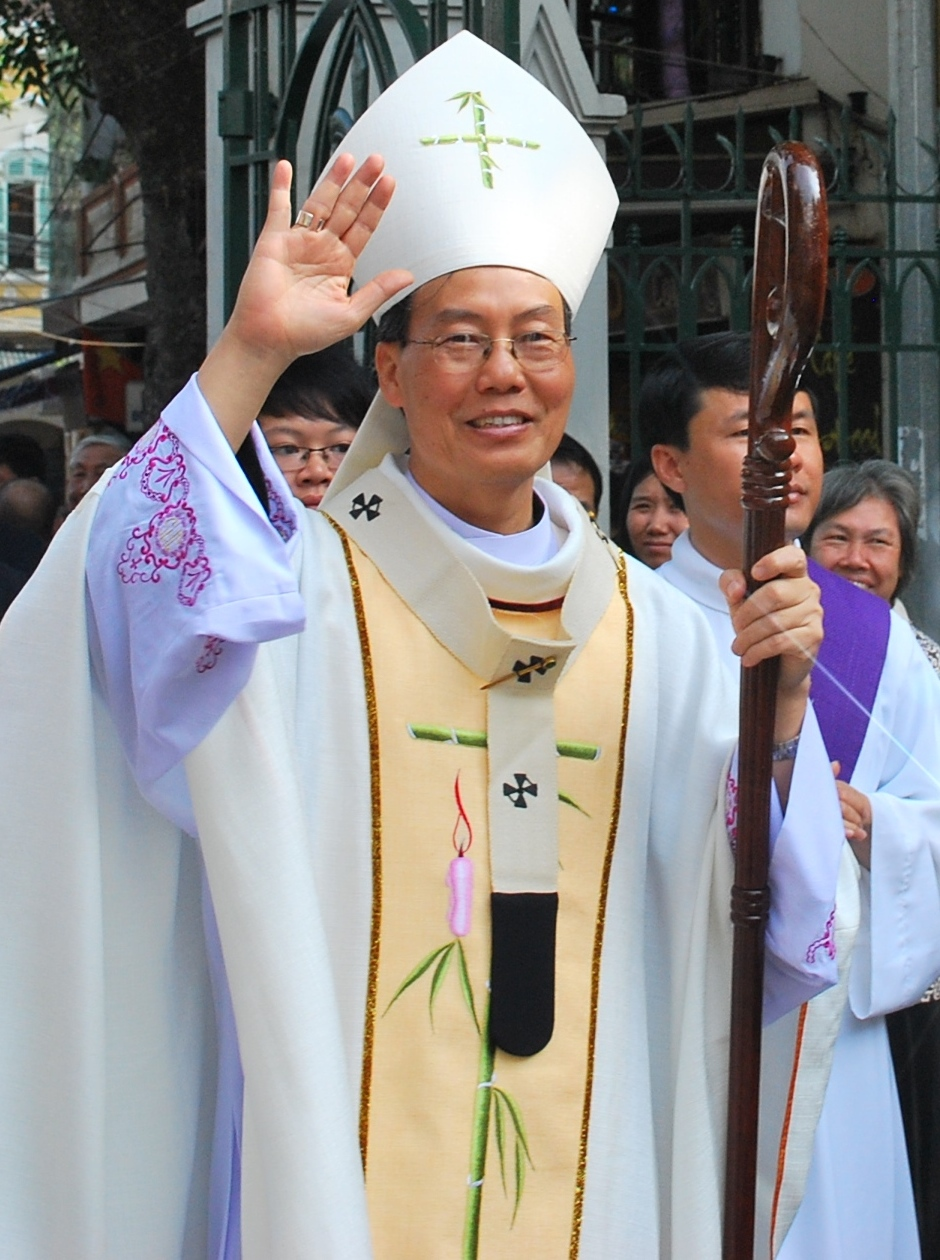
Erzbischof Joseph Ngô Quang Kiệt

Joseph Ngô Quang Kiệt (* 4. September 1952 in My Són, Provinz Lạng Sơn in Vietnam) ist emeritierter Erzbischof von Hanoi.

## Leben
Sein Name kombiniert westliche Namenstradition (Joseph als Vorname vor den Familiennamen Ngô) mit vietnamesischer (Quang Kiệt als persönlicher Name steht hinter dem Familiennamen).
Joseph Ngô Quang Kiệt empfing am 21. Mai 1991 das Sakrament der Priesterweihe. Am 3. Juni 1999 ernannte ihn Papst Johannes Paul II. zum Bischof von Lang Són und Cao Bang. Die Bischofsweihe spendete ihm am 29. Juni desselben Jahres Jean-Baptiste Bui Tuân, der Bischof von Long Xuyên; Mitkonsekratoren waren Emmanuel Lê Phong Thuân, Bischof von Cần Thơ, und François Xavier Nguyên Van Sang, Bischof von Thái Bình. Am 26. April 2003 wurde Ngô Quang Kiệt zum Apostolischen Administrator des Erzbistums Hanoi ernannt. Sein Wahlspruch lautet Misereor super turbam.
Papst Johannes Paul II. ernannte ihn am 19. Februar 2005 zum Erzbischof von Hanoi. Am 29. Mai 2007 wurde Joseph Ngô Quang Kiệt zum Mitglied des Päpstlichen Rates „Cor Unum“ ernannt. Am 13. Mai 2010 nahm Papst Benedikt XVI. das von Joseph Ngô Quang Kiệt aus Gesundheitsgründen vorgebrachte Rücktrittsgesuch vom Amt des Erzbischofs von Hanoi an.